# افسانه قدرت مردانه
افسانه قدرت مردانه: چرا مردان جنس دورریختنی هستند کتابی است که نویسنده و استاد دانشگاه آمریکایی وارن فارل در دهه ۱۹۹۰ در آمریکا منتشر کرد؛ استدلال نویسنده این کتاب این است که آنچه دربارهٔ قدرت بی قید و شرط مردان می‌گویند نادرست است و مردها به صورت نظام مندی در جایگاه فرودست قرار می‌گیرند. این کتاب به یکی از مبانی فلسفی دربارهٔ جنبش مردان بدل شده و به چندین زبان، از جمله آلمانی و ایتالیایی و ترکی و فارسی ترجمه شده‌است.

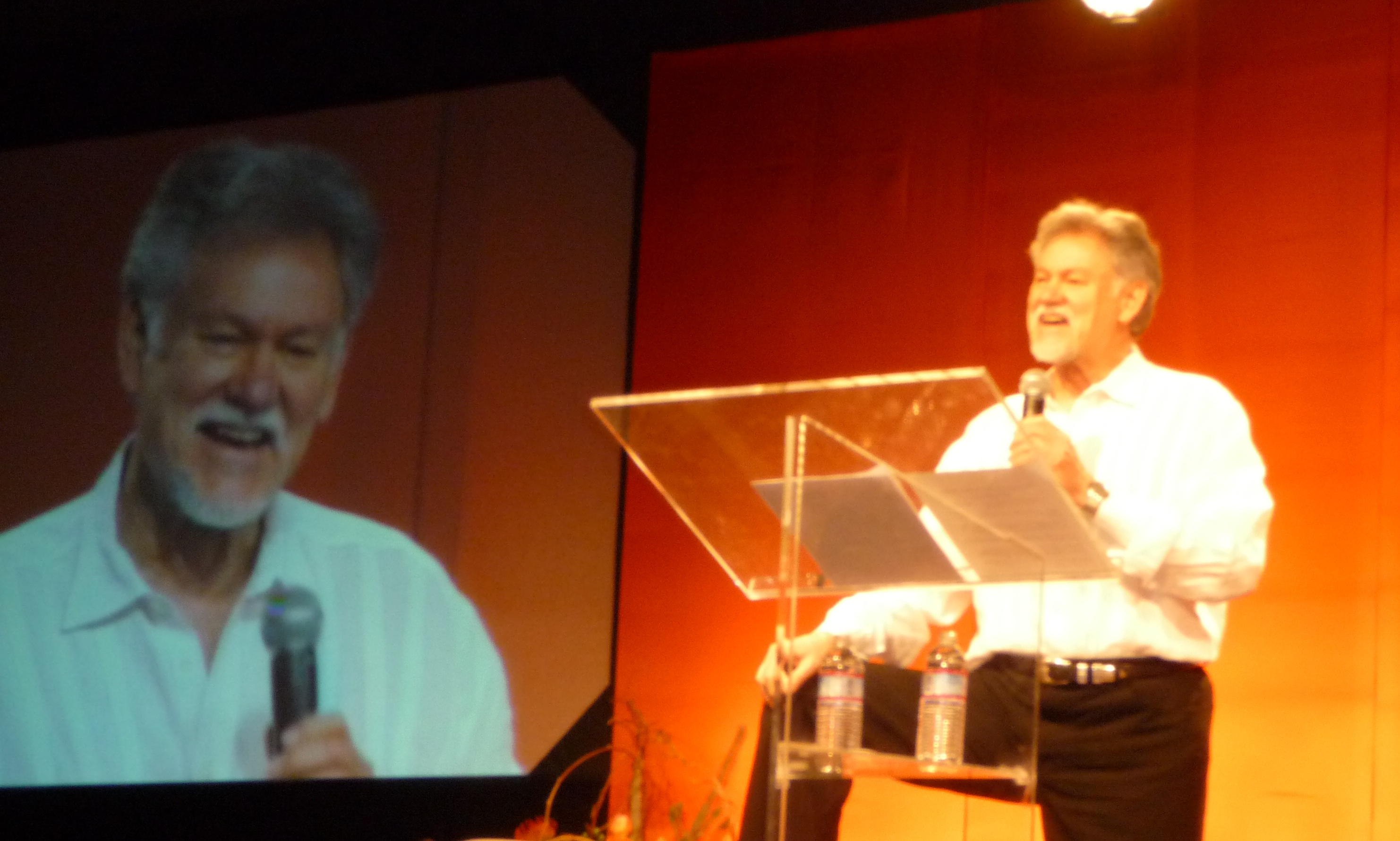
فارل در توضیح آینده تعریف پسرانمان از «قدرت» در کنفرانس جهانی رهبران معنوی: تجربه معنوی یکپارچه، ۲۰۱۰.

در کتاب افسانه قدرت مردانه، وارن فارل اولین طرح کلی خود را از ایده ای که در نهایت در کتاب‌های بعدی خود به کار می‌برد ارائه کرد - کتاب‌های ارتباطاتی بعدی او (زنان نمی‌توانند آنچه را که مردان نمی‌گویند را بشنوند)، فرزندپروری (پدر و فرزند دوباره کنار هم می‌آیند) و محل کار (چرا مردان بیشتر درآمد دارند) هم بر پایه ایده‌های همین کتاب نوشته شده‌اند.